# Vladimir Iliev
Vladimir Iliev –en búlgaro, Владимир Илиев– (Troyan, 17 de marzo de 1987) es un deportista búlgaro que compite en biatlón.
Ganó una medalla de plata en el Campeonato Mundial de Biatlón de 2019 y tres medallas en el Campeonato Europeo de Biatlón entre los años 2015 y 2017.

## Palmarés internacional
| Campeonato Mundial | Campeonato Mundial       | Campeonato Mundial | Campeonato Mundial |
| Año                | Lugar                    | Medalla            | Prueba             |
| ------------------ | ------------------------ | ------------------ | ------------------ |
| 2019               | Östersund (Suecia)       | Medalla de plata   | Individual         |
| Campeonato Europeo |                          |                    |                    |
| Año                | Lugar                    | Medalla            | Prueba             |
| 2015               | Otepää (Estonia)         | Medalla de bronce  | Individual         |
| 2016               | Tiumén (Rusia)           | Medalla de bronce  | Salida en grupo    |
| 2017               | Duszniki-Zdrój (Polonia) | Medalla de oro     | Velocidad          |